# Incidente Perdicaris

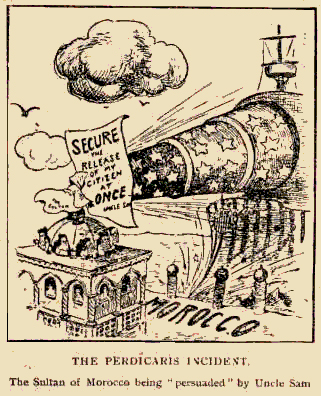
Una caricatura contemporánea del "incidente Perdicaris"

Ion Hanford Perdicaris (1840-1925) fue un empresario greco-estadounidense afincado en Tánger que se popularizó por ser secuestrado en 1904 por Ahmed al-Raisuli, incidente que tuvo repercusiones diplomáticas internacionales.

## Vida personal
Su padre, Gregorio Perdicaris, era un griego de Atenas que había emigrado a los Estados Unidos, allí se casó y formó una familia en Carolina del Sur, convirtiéndose en ciudadano de los EE. UU. Más tarde regresó a Grecia como cónsul de los EE. UU. En 1846 se trasladó a Trenton, Nueva Jersey, donde Gregory Perdicaris se hizo rico como organizador de la Compañía de Gas de Trenton. Su hijo Ion vivió cómodamente hasta la guerra civil americana. En 1862, las propiedades de la familia en Carolina del Sur estaban en peligro de confiscación por el gobierno de los Estados Confederados de América. Ion Perdicaris viajó a Grecia con la intención de renunciar a su ciudadanía estadounidense y adquirir la nacionalidad griega para prevenir cualquier confiscación.
Más tarde se trasladó a Tánger, donde construyó una casa conocida como el Lugar de ruiseñores y la llenó de animales exóticos. El paraje natural en las inmediaciones de la casa, al norte de la ciudad y con vistas hacia el océano, continúa recibiendo a día de hoy el nombre de “Parque Perdicaris”. En 1871, conoció a Ellen Varley, la esposa del eminente ingeniero de telégrafos CF Varley en Malvern, Inglaterra. Varley estaba ausente en una expedición de tendido de cables y Elena lo abandonó por Perdicaris. Varley se divorció en 1873 y Ellen se estableció en Tánger con Perdicaris y sus dos hijos y dos hijas. Fascinado por la cultura marroquí, Perdicaris escribió varios libros (algunos de ellos publicados con notable éxito) en Marruecos, y se convirtió en el jefe no oficial de la comunidad extranjera de Tánger. Mantuvo los intereses comerciales de Inglaterra y los Estados Unidos y visitó Nueva York.

## Incidente Perdicaris
El 18 de mayo de 1904, Perdicaris, y Cromwell, el hijo de Ellen, fueron secuestrados de su casa por los bandidos Muley Ahmed al-Raisuli. Varios de los criados de Perdicaris resultaron heridos por los hombres de Ahmed al-Raisuli, y Ellen se quedó atrás sola. Poco después de salir de Tánger, Perdicaris se rompió una pierna en una caída de caballo. Raisuli exigió al sultán de Marruecos Abd al-Aziz, un rescate de US $ 70.000, un salvoconducto, y el control de dos de los distritos más ricos de Marruecos.
A pesar de las circunstancias, Perdicaris llegó a admirar y ser amigo de al-Raisuli, quien se comprometió a proteger a su prisionero de cualquier daño. Perdicaris más tarde dijo: Me voy tan lejos como para decir que no me arrepiento de haber sido su prisionero durante algún tiempo ... No es un bandido, no es un asesino, sino un patriota obligado a cometer actos de bandidaje para salvar a su tierra natal y su pueblo del yugo de la tiranía.
El Presidente de los Estados Unidos, Theodore Roosevelt, se enfureció por el secuestro, y se vio obligado a reaccionar. Su Secretario de Estado, John Milton Hay, describió la demanda como "absurda". A instancias de Hay y el Cónsul General estadounidense en Tánger, Samuel R. Gummere, Roosevelt envió siete buques de guerra de la U.S. Navy bajo el mando del almirante French Ensor Chadwick, y varias compañías de Marines, al mando del mayor John Myers Twiggs, aunque con poca idea de lo que las fuerzas de los EE. UU. podrían lograr en tan hostil territorio extranjero. Dichas fuerzas solo actuarían bajo orden expresa del Washington. El plan era ocupar las aduanas de Marruecos, que eran el principal ingreso del reino de Marruecos, si el gobierno marroquí no cumplía con las exigencias de los Estados Unidos, es decir, hacer las concesiones necesarias para persuadir a Raisuli para liberar Perdicaris, y para atacar y capturar a al-Raisuli si Perdicaris moría. Los infantes de marina en realidad solo desembarcaron, en pequeño número, llevando solo armas de mano, para proteger el consulado y la señora Perdicaris.
La resolución de Roosevelt se debilitó aún más cuando, el 1 de junio, se le informó que Perdicaris no era un ciudadano de los EE. UU., que en realidad había perdido su pasaporte estadounidense por un griego cuarenta años antes, pero Roosevelt pensó que, ya que para al-Raisuli Perdicaris era un ciudadano americano, había poca diferencia. Roosevelt trató de que Gran Bretaña y Francia se uniesen a los EE. UU. en una acción militar combinada para rescatar a Perdicaris, pero los dos países se negaron y Francia en realidad reforzó su guarnición en previsión de un asalto. En cambio, las dos potencias acordaron en secreto ejercer presión sobre el sultán pra que aceptase las demandas de al-Raisuli, lo que ocurrió el 21 de junio. Hay, viendo la necesidad de mantener la cara, emitió una declaración a la Convención Nacional Republicana: 
Este gobierno quiere a Perdocaris vivo o a al-Raisuli muerto.
Según todos los testigos, la Convención, que había hasta entonces, se había mostrado tibia a la hora de respaldar la postura de Roosevelt- El presidente se puso frenético con esta declaración. Un delegado de Kansas exclamó: Roosevelt y Hay saben lo que están haciendo. Nuestro pueblo ama el coraje. Apoyaremos a estos dos hombres." Esta famosa frase rápidamente tuvo éxito, y ayudó a Roosevelt asegurar su elección.
Perdicaris y Varley fueron presentados personalmente por Gummere y Chadwick, quien había pasado gran parte del momento de su captura con la esposa de Perdicaris. Cuando Ellen Varley pidió al almirante que proporcionase un médico a su esposo, todos los médicos de la flota estadounidense se ofrecieron voluntarios.
Los hechos detallados del incidente (en especial el hecho de que Perdicaris no era estadounidense) se mantuvo en secreto hasta 1933, cuando el historiador Tyler Dennett lo mencionó en su biografía de John Hay.

## Vida posterior
Perdicaris y su familia se mudaron a Inglaterra poco después del incidente, y con el tiempo se instaló en Royal Tunbridge Wells. De vez en cuando volvió a Trenton, donde mantenía intereses comerciales. Perdicaris Place, frente al oeste de State Street, recibió su nombre en su honor y en el de su padre. Ion Perdicaris murió en Londres en 1925.

## Cultura popular
La historia del secuestro de Ion Perdicaris fue adaptada libremente al cine en la película de 1975 El viento y el león, con Sean Connery en el papel de Raisuli y Brian Keith como Theodore Roosevelt. Sin embargo, para añadir un poco de glamour a la historia, el rehén barbudo de 64 años de edad, fue reemplazado por una joven y atractiva "Eden Perdicaris", interpretada por Candice Bergen. La película mostraba incorrectamente Marines de EE. UU. invadiendo Marruecos, por no hablar de su batalla con soldados del Imperio alemán, pero tuvo éxito en la presentación de la personalidad de Raisuli y su interacción con sus prisioneros. Al incidente se hace referencia en el libro En peligro de muerte de Tom Tancredo y En el interior del asilo por Jed Babbin, así como en Travesía del horizonte, de Javier Marías. 